# Eragrostis autumnalis
Eragrostis autumnalis är en gräsart som beskrevs av Yi Li Keng. Eragrostis autumnalis ingår i släktet kärleksgrässläktet, och familjen gräs. Inga underarter finns listade i Catalogue of Life.